# Акецари
Акецари (рум. Acățari, венг. Ákosfalva község, нем. Aschdorf) — муниципия жудеца Муреш в регионе Трансильвания, Румынии.
Расположена на расстоянии 254 км северо-западнее Бухареста, в 9 км юго-восточнее административного центра жудеца Муреш — Тыргу-Муреша, 85 км восточнее г. Клуж-Напока и 118 км северо-западнее Брашова. Высота 322 м. Площадь — 74,09 кв.км.
Население в 2021 году составляло 5170 человек. Плотность — 70 чел/кв.км. По переписи населения 2002 года здесь проживало 4781 чел., из них 92,5% венгров и 5,9% ромов.

## История
Впервые упоминается в документах 1497 года.